# Kanton Lavaur
Kanton Lavaur is een voormalig kanton van het Franse departement Tarn. Kanton Lavaur maakte deel uit van het arrondissement Castres en telde 19.436 inwoners in 1999. Het werd opgeheven bij decreet van 17 februari 2014 met uitwerking op 22 maart 2015.

## Gemeenten
Het kanton Lavaur omvatte de volgende gemeenten:
- Ambres
- Bannières
- Belcastel
- Garrigues
- Giroussens
- Labastide-Saint-Georges
- Lacougotte-Cadoul
- Lavaur (hoofdplaats)
- Lugan
- Marzens
- Montcabrier
- Saint-Agnan
- Saint-Jean-de-Rives
- Saint-Lieux-lès-Lavaur
- Saint-Sulpice-la-Pointe
- Teulat
- Veilhes
- Villeneuve-lès-Lavaur
- Viviers-lès-Lavaur